# Hemiorchis pantlingii
Hemiorchis pantlingii är en enhjärtbladig växtart som beskrevs av George King. Hemiorchis pantlingii ingår i släktet Hemiorchis och familjen Zingiberaceae. Inga underarter finns listade i Catalogue of Life.